# Lars Lystedt
Lars Erik William Lystedt, född 12 december 1925 i Umeå, Västerbotten, död 17 mars 2022 i Umeå, var en svensk ventilbasunist, jazzmusiker, arrangör, bartender och festivalgrundare.

## Biografi
Lars Lystedt började spela trumpet som sextonåring, men gick sedermera över till att spela ventilbasun. Jazzmusiken kom han i närkontakt med redan under 1940-talet, då han som servitör på Amerikalinjen fick många tillfällen att besöka jazzklubbar i New York och andra städer i USA.
Lystedt började tidigt spela bebop tillsammans med umeåmusiker som Ray Carlsson (bas) och Stig-Ola Öberg (trummor). Åren 1959–1961 vann Lars Lystedt Quintet – då med Sten Öberg på trummor – tävlingen vid jazzfestivalen i Kramfors, och 1967 segrade bandet vid jazzfestivalen i schweiziska Zürich.
Under åren 1966–1970 arbetade han som översättare och copywriter på Svenska Mad. Han var även Sverigekorrespondent för den välrenommerade amerikanska jazztidskriften Downbeat från 1969 till 1999. Lystedt satt med i juryn för Melodifestivalen 1972.
Inspirerad av jazzfestivalen i norska Molde grundade Lystedt 1968 Umeå Jazzfestival , som redan invigningsåret gästades av Dexter Gordon . Festivalen blev sedan en starkt bidragande faktor till att placera Umeå på jazzens världskarta. Under de år Lystedt var programchef för festivalen (1968–1983) gästades den av många av jazzens största namn, däribland Ella Fitzgerald, Count Basie, Duke Ellington, B.B. King, Louis Armstrong och Miles Davis. Lystedt slutade som ansvarig för festivalen 1984 – men uppträdde med sitt band även vid 50-årsjubileet 2017.
Som musiker gjorde han sig ett namn både som medlem och bandledare, bland annat i Umeå Big Band och i de många mindre grupper han ledde under 1960-talet, ofta tillsammans med Berndt Egerbladh som pianist och kompositör.

## Utmärkelser
- 1995 – Minervabelöniningen, Umeå kommuns kulturstipendium.[8]
- 1997 – Fil hedersdoktor i jazz vid Umeå universitet.
- 1998 – Konungens guldmedalj av 8:e storleken.

## Diskografi
- 1962 - Fanfar! (Jazz rec)
- 1963 - The runner/ The Hammock (Swedisc)
- 1963 - Jazz under the midnight sun (Swedisc)
- 1967 - Swampy/ 1:a Pris modern klass Int Jazz Festival/ Zürich (Exlibris)
- 1977 - Blues after dark (Dragon)
- 1994 - Lars Lystedt bands 1962-1994 (Dragon)
- 1997 - Live at the Apple" (Omea)